# Xã Telfer, Quận Burleigh, Bắc Dakota
Xã Telfer (tiếng Anh: Telfer Township) là một xã thuộc quận Burleigh, tiểu bang Bắc Dakota, Hoa Kỳ. Năm 2010, dân số của xã này là 74 người.